# Ljus från Afrika
Ljus från Afrika är ett musikalbum från 1976 med den svenska rockgruppen Kebnekaise.
Inspelningen gjordes i mars 1976 av Anders Lind i Studio Decibel. Skivnumret är Silence SRS 4636.

## Låtlista

### Sida A
1. Doberela woulo (2:46)
2. Silifé (6:43)
3. Bèlé mama (8:28)

### Sida B
1. Bounsé na bounsé (5:12)
2. Tigerdance/Wind (6:17)
3. Brudarnas parti (5:48)

## Medverkande musiker
- Hassan Bah, slagverk, sång
- Pelle Ekman, trummor
- Mats Glenngård, gitarr, fiol, sång
- Kenny Håkansson, gitarr, sång
- Thomas Netzler, bas, sång
- Christoffer Okonkwo, saxofoner, sång